# Rebecca Field
Rebecca Field (* im 20. Jahrhundert in Lenox Dale, Massachusetts) ist eine US-amerikanische Schauspielerin.

## Leben und Karriere
Rebecca Field wuchs in Berkshires in Massachusetts auf und studierte Kommunikations- und Theaterwissenschaft am Bridgewater State College in Bridgewater. Sie schloss ihr Studium mit einem Bachelor of Arts ab.
Sie hatte zu Anfang viele kleinere Auftritte in Fernsehserien, darunter Emergency Room – Die Notaufnahme, Drop Dead Diva, Private Practice, Criminal Minds und Castle. Des Weiteren war sie für vier Folgen bei Hawthorne zu Gast. In den Vereinigten Staaten erlangte sie durch ihre Rolle der Janet in October Road und durch die Rolle der Loni in American Pie: Das Klassentreffen Bekanntheit. Von April 2012 bis Juni 2013 war sie in der Dramaserie The Client List neben Jennifer Love Hewitt zu sehen.
Momentan lebt Field in Los Angeles.

## Filmografie (Auswahl)
- 2005: Trapped In The Closet: Chapters 1–12
- 2006: Monk (Fernsehserie, Folge 4x11)
- 2007: Emergency Room – Die Notaufnahme (ER, Fernsehserie, Folge 13x20)
- 2007: Trapped In The Closet: Chapters 13–22
- 2007–2008: October Road (Fernsehserie, 19 Folgen)
- 2008–2009: The Game (Fernsehserie, 2 Folgen)
- 2009: Dollhouse (Fernsehserie, Folge 1x05)
- 2009: Drop Dead Diva (Fernsehserie, Folge 1x02)
- 2009: Lie to Me (Fernsehserie, Folge 2x03)
- 2009: Private Practice (Fernsehserie, Folge 3x09)
- 2009–2011: Hawthorne (HawthoRNe, Fernsehserie, 4 Folgen)
- 2010: Mike & Molly (Fernsehserie, Folge 1x09)
- 2010: The Mentalist (Fernsehserie, Folge 3x03)
- 2011: Criminal Minds (Fernsehserie, Folge 6x15)
- 2011: CSI: Vegas (CSI: Crime Scene Investigation, Fernsehserie, Folge 11x16)
- 2011: Breakout Kings (Fernsehserie, Folge 1x03)
- 2012: Castle (Fernsehserie, Folge 4x12)
- 2012: Alcatraz (Fernsehserie, Folge 1x03)
- 2012: Body of Proof (Fernsehserie, Folge 2x17)
- 2012: American Pie: Das Klassentreffen (American Reunion)
- 2012–2013: The Client List (Fernsehserie, 24 Folgen)
- 2014: Grey’s Anatomy (Fernsehserie, 7 Folgen)
- 2014: Kill the Boss 2
- 2018: Don’t Worry, He Won’t Get Far on Foot
- 2018: A Star Is Born
- 2020: Four Good Days